# Дорожный Пёс
Брайан Джерард Джеймс (англ. Brian Girard James, род. 20 мая 1969, Госфорд, Новый Южный Уэльс) — американский рестлер и бывший морской пехотинец США.
Джеймс известен работой в World Wrestling Federation (WWF) под псевдонимом Роуди (англ. The Roadie) с 1994 по 1995 год и как «Дорожный пёс» Джесси Джеймс (англ. «Road Dogg» Jesse James) с 1996 по 2001 год. Также выступал в Total Nonstop Action Wrestling (TNA) под именем Би. Джи. Джеймс (англ. B.G. James) с 2002 по 2009 год.
Джеймс выиграл множество титулов за 30-летную карьеру. Он 6 раз становился командным чемпионом WWF/E с Билли Ганном в команде «Изгои нового века» (англ. New Age Outlaws), которая была частью D-Generation X. Кроме того, становился интерконтинентальным и хардкорным чемпионом WWF. В TNA Джеймс был двукратным командным чемпионом мира NWA в команде 3Live Kru c Коннаном и Роном Киллингсом. Член Зала cлавы WWE с 2019 года в составе D-Generation X.
Джеймс — рестлер во втором поколении, его отец — «Пуля» Боб Армстронг — член Зала славы WWE с 2011 года.

## Личная жизнь
Джеймс служил в корпусе морской пехоты США с 1987 по 1993 год и принимал участие в операции «Буря в пустыне» в 1991 году, где был заместителем командира взвода.
Джеймс женат и у него трое детей.
По словам Джеймса, у него всегда были проблемы с наркотиками. В старшей школе он начал курить марихуану, а уже во время пребывании в группировке рестлеров D-Generation X он употреблял болеутоляющие. После того, как его отстранили, а затем и уволили из WWF, он начал реабилитацию от наркотической зависимости.

## Титулы и награды
- Catch Wrestling Association
  - CWA World Tag Team Championship (1 раз) — с Кэннонболлом Гриззли[7]

- Country Wrestling Federation
  - CWF World Heavyweight Championship (1 раз)[4][8]

- Maryland Championship Wrestling
  - MCW Tag Team Championship (1 раз) — с Кипом Джеймсом[9]

- Millennium Wrestling Federation
  - MWF Tag Team Championship (1 раз) — с Бу Дугласом[10]

- NWA Wisconsin / All-Star Championship Wrestling
  - NWA Wisconsin/ACW Tag Team Championship (1 раз) — с Дизфанкшеном[11]

- NWA Wrestle Birmingham
  - NWA Alabama Heavyweight Championship (2 раза)[12]

- Pro Wrestling Illustrated
  - PWI Команда года (1998)[13] with Billy Gunn
  - PWI ставит его #46 в списке 500 лучших рестлеров в 1999 году[13][8]
  - PWI ставит его #43 в списке лучших 100 команд в 2003 году[14]

- Total Nonstop Action Wrestling
  - Мировые командные чемпионы NWA (2 раза) вместе с Роном Киллингсом и Коннаном[15]

- TWA Powerhouse
  - TWA Tag Team Championship (1 time) — с Билли Ганном[16]

- United States Wrestling Association
  - USWA Heavyweight Championship (1 раз)[17]
  - USWA Television Championship (2 раза)[18]
  - USWA World Tag Team Championship (2 раза) — с Трэйси Смотерсом[19]

- World Wrestling Federation
  - Хардкорный чемпион WWF (1 раз)[20]
  - Интерконтинентальный чемпион WWF (1 раз))[21]
  - Командный чемпион WWF (6 раз) — с Билли Ганном[22][23][24][25][26]

- World Wrestling All-Stars
  - WWA World Heavyweight Championship (1 раз)

- Wrestling Observer Newsletter
  - Худший образ (1996) как «Настоящий Дабл Джей»